# Piotr z Narbony
Piotr z Narbony (zm. 14 listopada 1391) – francuski męczennik i święty Kościoła katolickiego.

## Biografia
Należał do zakonu franciszkańskiego. Przeniósł się do Włoch, a potem w 1381 wyjechał do Ziemi Świętej, gdzie poznał Stefana da Cuneo, Mikołaja Tavelić i  Deodatusa z Ruticinio. Zginął wraz z towarzyszami 14 listopada 1391. Beatyfikował go Paweł VI w 1966, a ich kanonizacji dokonał również Paweł VI w 1970.